# Броше, Пьер Кристиан
Пьер-Кристиан Броше (фр. Pierre-Christian Brochet, род. 29 сентября 1960, Шательро, Франция) — французский коллекционер и организатор выставок современного искусства, ведущий телеканала «Россия-Культура», книжный издатель, кинопродюсер, путешественник.

## Биография
Родился в семье учёных. Его отец, Кристиан Броше, — один из первых иностранных специалистов, приглашённых преподавать в 1969 г. в академгородок в г. Новосибирск.
Учился в лицее г. Пуатье. В 1979 году поступил в École des affaires de Paris (EAP сегодня — ESCP-Europe) в Париже. Там он впервые познакомился с издательским бизнесом. В 1980 году стал студентом Оксфорда. Параллельно работал в известном издательстве «Файдон Пресс» («Phaidon Press»). В этом же году Пьер-Кристиан Броше перевел книгу Жана Франсуа Лиотара «Стена среди Тихого океана» («The wall of the Pacific») на английский язык. Активно сотрудничал с журналом «Оксфорд Литерари Ревью» («The Oxford literary review»).
1981—1982 гг. учился в Дюссельдорфе (Германия) и работал в Берлине в центре современного искусства Дом художников «Бетаниен» («Kunstlerhaus Bethanien»). В том же году получил MBA по экономике и защитил диплом магистра философии под руководством Франсуа Шатле.
1983—1988 гг. работал заместителем директора издательского дома «Соможи» («Somogy»). Издал несколько культовых книг, в том числе «Энциклопедию Баухауса» и «Историю моды XX века», где первый из издателей решился обобщить исследования по данной теме.
1987—1988 гг. работал консультантом по маркетингу издательской группы «Эдипресс» («Edipress») в г. Лозанна (Швейцария). Издал книгу «Issey Miyake — Photographer Irving Penn»
1988—1991 гг. — директор по международному развитию издательского дома «Фламмарьон» («Flammarion») в Париже. Открыл представительства компании в Нью-Йорке и в Великобритании. Издал вместе с Кристианом Больтански книгу (Livre d’artiste) «La Maison Manquante».
С 1991 года — генеральный директор издательства «Авангард» в Москве. Выпустил альбомы по искусству («Матисс в России», «Малевич», «Мода в СССР», «Тимур Новиков», «Сергей Бугаев — ребус», «Виноградов и Дубосарский», "Олег Кулик) и путеводители по 40 регионам России и по странам мира под торговой маркой «Пти Фюте» («Petit Futé»).
С 2013 года — ведущий телепрограммы «Россия, любовь моя!» (с 2018 года — «Моя любовь — Россия!») на телеканале «Россия-Культура». Всего отснято более 300 программ.
В 2020—2021 годах занимал пост Президента Национальной галереи Республики Коми в г. Сыктывкар.
С 2021 является куратором направления «Современное искусство» и руководителем юнита HSE MUSEUM LAB в Школе Дизайна НИУ Высшей Школы Экономики а также руководителем профиля «Кураторство и арт-менеджмент» в Институте развития креативных индустрий НИУ ВШЭ.

## Коллекционер и организатор выставок
Интерес к коллекционированию у Пьер-Кристиана Броше появился в 1981 году в Германии, в центре современного искусства. Тогда в Берлине проходила выставка «Zeitgeist», где он познакомился с художниками Эдвардом Кинхольцом, Вольфом Фостелем, Сержем Шпицером и группой «Флуксус». В этот период он приобрел для своей коллекции первые работы немецких, французских, американских и швейцарских художников.
В 1989 году П.-К. Броше в Москве посетил «Первую галерею» Айдан Салаховой, где начал свою будущую русскую коллекцию. В этом же году познакомился с будущей женой — художницей Аннушкой. Она представила его художникам с Чистых прудов (Константину Звездочетову, группе «Чемпионы мира» и др.) — советскому андерграунду. Этот период — время активного пополнения коллекции.
В 1990 году познакомился с главными фигурами ленинградского андерграунда — Сергеем Бугаевым, Тимуром Новиковым, Георгием Гурьяновым, Владиславом Мамышевым-Монро…
В 1991—1994 годах квартира Пьера и Аннушки Броше стала салоном московского авангарда — местом встреч художников, критиков и коллекционеров.
В 2001 году инициировал проект «Современное искусство из частных коллекций» в рамках ярмарки «Арт Москва».
В 2002—2003 годах предложил создать российский клуб коллекционеров и организовал несколько выставок на «Стрелке» («Чемпионы мира», «Владислав Мамышев-Монро» и др.)
В 2007 году по приглашению В. З. Церетели выставил в Московском Музее современного искусства 220 работ из своей коллекции «Будущее зависит от тебя. Коллекция Пьера Броше».
В 2008 году создал фонд «Новые Правила» («New Rules») и организовал самую масштабную выставку современного искусства за последние 50 лет в России: «Будущее зависит от тебя. Новые правила». Выставка проходила в 8 городах России: Владивосток, Хабаровск, Красноярск, Новосибирск, Екатеринбург, Самара, Краснодар, Москва.
В 2008 году Пьер-Кристиан Броше организовал выставки «Выбор Форбс» в Самаре, Новосибирске, Тюмени, Екатеринбурге, Санкт-Петербурге и выставку нескольких работ из своей коллекции в пермском музее современного искусства PERMM. Вместе с «S7 Airlines» впервые назвал самолет именем современного художника — самолет Тимура Новикова, а также организовал выставку «I love you Vienna» лучших видео-художников России в г. Вена.
В 2009 году организовал выставку Дубосарского и Виноградова «Осторожно! Музей», в рамках 53-й Венецианской биеннале.
В 2010 году организовал выставку «Синие носы» в г. Париж в рамках года России во Франции и выставку «20 Years of Love» в Московском музее современного искусства.
В 2011 году организовал выставку «Скульптуры / Объекты» в рамках ярмарки «Арт-Москва».
В 2014 году организовал выставку 7 ведущих современных российских художников-керамистов «ROSSIÏA» в рамках 23 Международной биеннале керамики, г. Валлорис (Франция).
В 2015 году по приглашению О. Л. Свибловой организовал выставку «Пазл Пьера Броше» в Мультимедиа арт музее, г. Москва
В 2017 году Пьер-Кристиан Броше избран почетным членом Российской академии художеств.
В 2021 году стал комиссаром «Первой Коми биеннале» в г. Сыктывкар и организовал выставку-интервенцию «Сырое и приготовленное» в Российском этнографическом музее (Санкт-Петербург).
Активно продолжает поддерживать молодых и начинающих художников. Коллекция Пьер-Кристиана Броше одна из крупнейших и ценнейших в историческом и эстетическом плане.

## Издатель и путешественник
В течение последних 30 лет Пьер-Кристиан Броше занимался изданием книг и альбомов по искусству. Уже в 1985 году он был первым, кто придумал издать книгу об истории моды XX века. Вместе с Флоранс Мюлер и известным историком моды Ивонь Деландр Пьер-Кристиан Броше выпустил в свет «Историю моды XX века». Также он издавал множество книг об истории искусства и о моде. В последние годы существования СССР его издательство «Авангард» сотрудничало со многими музеями страны.
В 1995 году в издательстве «Авангард» выходят первые путеводители по странам мира, а в 1997 — по регионам России. Издательство Пьер-Кристиана Броше выпустило их более 40: «Чукотка», «Алтай», «Тыва», «Якутия», «Ненецкий округ», «Хакасия», «Таймыр» и др.

## Продюсирование
В 2015 году разрабатывал проект фильма о путешествии Александра Дюма в России вместе с режиссером Питером Гринуэйем. В рамках подготовки к съемкам продюсировал документальный фильм «Down the Volga».
В 2016 году продюсировал документальный фильм «Баасан» об одном тувинском борце хуреш.
В 2017 году разрабатывал проект фильма «Три женщины» с режиссёром Жераром Кравчиком.
В 2019 году создал личный YouTube-канал «Pierre in Russia», на котором рассказывает о современном искусстве, культуре и путешествиях.
В 2020 году продюсировал 6 фильмов по этнографии в России.

## Цитаты
- «Коллекционером становишься не сразу, нужно, чтобы появилась какая-то критичная масса. А потом вы начинаете понимать, чего не хватает. Иногда есть желание захватить всё, но я не могу приобрести все картины всех художников, которые стареют также, как я, и ценность их картин увеличивается, они дорожают, поэтому я чаще покупаю картины молодых художников. Тем более появляется ощущение, что вы не стареете, когда общаетесь с молодыми»[9] — Пьер Броше, 2014.

## Личная жизнь
Жена Анна Броше (Фокеева), сын Эмануэль и дочь Аполлинария.